# 危機女王
是一部於2015年美國政治喜劇傳記片，由大衛·高登·格林執導，彼得·史卓翰編劇。改編自Rachel Boynton的2005年紀錄片《Our Brand Is Crisis》和2002年玻利維亞總統大選的部分情節。電影由珊卓·布拉克、比利·鮑伯·松頓、安東尼·麥基、喬昆迪·艾曼達與安·道得主演。本片在2015年多倫多國際影展被入選為特別節目組進行甄選。本片主角原是為喬治·克隆尼量身打造，最後改由布拉克出線；該角色的原型為詹姆斯·卡維爾（James Carville），曾助柯林頓贏得1992年的總統大選。
正式拍攝於2014年9月29日在路易斯安那州的紐奧良進行。為克隆尼和葛蘭·海斯洛夫擔任監製，Smokehouse Pictures製作、華納兄弟負責發行。於2015年10月30日在美國上映。

## 劇情
故事敘述一名玻利維亞總統候選人民調無起色，為了能夠勝利，便重金找來了本想退休的策略家珍·柏汀來幫忙坐鎮領導；但在此之前，她因一場醜聞而跌落谷底並即將引退。如今，想重振聲名和事業的她卻在本屆總統大選中遇上了同業的宿敵派特·坎迪，使得珍的成功之路越來越困難，究竟她能如願重回事業頂點嗎？

## 演員
- 珊卓·布拉克 飾 珍·柏汀
- 史考特·麥奈利 飾 瑞奇
- 比利·鮑伯·松頓 飾 派特·坎迪
- 安東尼·麥基 飾 班
- 安·道得 飾 妮爾
- 喬昆迪·艾曼達 飾 佩德羅·加略
- 柔依·卡珊 飾 勒克萊爾

## 發行
2015年7月，華納兄弟將本片定於2015年10月30日在美國上映。

## 迴響
《危機女王》獲得多為負面的評價，爛番茄32%，Metacritic得分51；據CinemaScore調查，觀眾從「A+」至「F」之間給出了「C+」的評價。電影首周票房收入僅320萬美元，排名當周第八，成為布拉克職業生涯最低的首周成績，甚至低於1996年的《偷心計畫》（470萬美元）；與起初預計的500萬至700萬美元的預測相差甚遠。

## 外部連結
- 互联网电影数据库（IMDb）上《危機女王》的资料（英文）
- Box Office Mojo上《危機女王》的資料（英文）
- 爛番茄上《危機女王》的資料（英文）
- Metacritic上《危機女王》的資料（英文）
- AllMovie上《危機女王》的资料（英文）